# Vagula järv
Het Vagula järv (Vagulameer, Duits: Waggula-See) is een meer in de gemeente Võru vald in de Estlandse provincie Võrumaa. De rivier Võhandu stroomt door dit meer.

## Geografie
Het meer heeft een oppervlakte van 5,19 km² (4,8 km lang en 1,7 km breed). Ten westen van het meer ligt het dorp Järvere. Hier komt de rivier Võhandu in het meer uit. Tot dit punt wordt de rivier vaak Pühajõgi genoemd. Ten noorden van het meer liggen de dorpen Alakülä (over een afstand van ca. 500 meter) en Vagula. Ten oosten van het meer ligt Roosisaare. Hier stroomt de Võhandu verder. Ten zuiden van het meer ten slotte ligt Juba. Administratief valt het meer onder Vagula. Het meer en de oevers zijn sinds 2005 onder de naam Vagula järve hoiuala een beschermd natuurgebied met een oppervlakte van 5,98 km².
Het meer ligt minder dan een kilometer verwijderd van de stadsgrens van de provinciehoofdstad Võru. Naast de Võhandu zorgen drie beken voor de toevoer van water: de Kondi oja, de Kivioja en de Üra oja.
Het meer is geliefd als recreatiegebied en zwemwater.

## Fauna
Het meer is rijk aan vissoorten: alver, baars, beekforel, beekprik, blankvoorn, brasem, elrits, grote modderkruiper, kleine modderkruiper, kopvoorn, pos, regenboogforel, riviergrondel, serpeling, snoek, snoekbaars, tiendoornige stekelbaars, winde en zeelt worden er aangetroffen. Specifiek voor de regio is de houtingsoort coregonus maraenoides.
Op en rond het meer komen vogelsoorten als fuut, meerkoet, rietgors, wilde eend en wintertaling voor. In het meer leven vele soorten fytoplankton en zoöplankton. De bodem bestaat grotendeels uit zandgrond, maar op sommige plaatsen is de bodem modderig en rijk aan fossielen. In de modder zijn beenderen van mammoeten en primitieve runderen aangetroffen.

## Geschiedenis
Het meer werd voor het eerst genoemd in een Russischtalig document uit 1563 als Валгулскомъ устье (‘Valgoelskom Oeste’, ‘monding van de Valgula’). In 1627 werd het meer Walgulsche See, in 1644 Waggelsche See en in 1775 Waggula Jerwe genoemd.